# 村井仓松
村井仓松（日语：村井倉松，1888年—1953年10月23日）是日本政治家。

## 生平
1888年出生于日本青森县奥入濑町，毕业于一桥大学，1914年通过高等文官试验考试，担任东亚同文书院商业学教师，先后担任外务省通商局第一课长，第二课长和日本驻上海总领事。1932年1月同上海市长吴铁城就日僧事件提出交涉，随后爆发一·二八事变，1932年4月29日庆祝天皇诞生日期间发生虹口公园爆炸事件受重伤，担任日本驻悉尼总领事期间和澳大利亚谈判缔结日澳通商航海条约。1937年担任日本驻泰国大使，期间签署友好通商航海条约。1951年退休后，担任八户市市长。
1953年在任期内逝世，享年65岁。